# Hongvon
Hongvon (hangul: 홍원군, Hongvon-kun, handzsa: 洪原郡, RR: Hongwŏn-kun, ’dagály-eredet’) megye Észak-Koreában, Dél-Hamgjong (Hamgyŏng) tartományban. 1356-ban önállósították Hongvonhjon (홍원현; 洪原縣, Hongwŏnhyon) néven. 1895-ben emelték első alkalommal megyei rangra.

## Földrajza
Keletről Pukcshong (Pukch'ŏng) és Sinpho (Sinp'o), Északról Tokszong (Tŏksŏng), nyugatról Sinhung (Sinhŭng) és Hamhung (Hamhŭng), délről Ragvon (Ragwŏn) és a Japán-tenger (Keleti-tenger) határolja.
Legmagasabb pontja az 1682 méter magas Phalbong (팔봉; 八峯, P'albong).

## Közigazgatása
1 községből (up (ŭp)), 27 faluból (ri (ri)) és 4 munkásnegyedből (rodongdzsagu (rodongjagu)) áll:
| - Hongvon-up (홍원읍; 洪原邑, Hongwŏn-ŭp) - Kjongpho-rodongdzsagu (경포로동자구; 景浦勞動者區, Kyŏngp'o-rodongjagu) - Namcshon-rodongdzsagu (남천로동자구; 南川勞動者區, Namch'ŏn-rodongjagu) - Unpho-rodongdzsagu (운포로동자구; 雲浦勞動者區, Unp'o-rodongjagu) - Csondzsin-rodongdzsagu (전진로동자구; 前津勞動者區, Chŏnjin-rodongjagu) - Koup-ri (고읍리; 古邑里, Koŭp-ri) - Kvanhung-ri (관흥리; 関興里, Kwanhŭng-ri) - Kvangmjong-ri (광명리; 光明里, Kwangmyŏng-ri) - Kurjong-ri (구룡리; 九龍里, Kuryong-ri) - Namszan-ri (남산리; 南山里, Namsan-ri) - Namphung-ri (남풍리; 南豊里, Namp'ung-ri) - Tongszang-ri (동상리; 東上里, Tongsang-ri) - Tongdzsung-ri (동중리; 東中里, Tongjung-ri) - Rjongdok-ri (룡덕리; 龍德里, Ryongdŏk-ri) - Rjongszam-ri (룡삼리; 龍三里, Ryongsam-ri) - Rjongsin-ri (룡신리; 龍新里, Ryongsin-ri) | - Rjongpho-ri (룡포리; 龍浦里, Ryongp'o-ri) - Pangdong-ri (방동리; 方東里, Pangdong-ri) - Pangphjong-ri (방평리; 芳坪里, Pangp'yŏng-ri) - Pohjon-ri (보현리; 普賢里, Pohyŏn-ri) - Ponghva-ri (봉화리; 烽火里, Ponghwa-ri) - Puszang-ri (부상리; 富上里, Pusang-ri) - Szanjang-ri (산양리; 山陽里, Sanyang-ri) - Szamszong-ri (삼성리; 三成里, Samsŏng-ri) - Unszang-ri (운상리; 雲上里, Unsang-ri) - Unha-ri (운하리; 雲下里, Unha-ri) - Vondok-ri (원덕리; 元德里, Wŏndŏk-ri) - Csangphung-ri (장풍리; 壯豊里, Changp'ung-ri) - Csungszo-ri (중서리; 中書里, Chungsŏ-ri) - Csungun-ri (중은리; 中隠里, Chungŭn-ri) - Hakszong-ri (학송리; 鶴松里, Haksong-ri) - Honam-ri (호남리; 湖南里, Honam-ri) |

## Gazdaság
Hongvon (Hongwŏn) megye gazdasága élelmiszeriparra, halászatra, hajógyártásra és bányaiparra épül.

## Oktatás
Hongvon (Hongwŏn) megye egy főiskolának, 80 általános és középiskolának ad otthont.

## Egészségügy
A megye számos egészségügyi intézménnyel rendelkezik, köztük 1 megyei és számos helyi kórházzal.

## Közlekedés
A megye közutakon a szomszédos helységek felől közelíthető meg. A megye vasúti kapcsolattal rendelkezik, a Phjongna (P'yŏngra) vasútvonal része.